# Reinhard Meyers
Reinhard Peter Friedrich Wilhelm Meyers (* 27. April 1947 in Hannover) ist ein deutscher Politikwissenschaftler. Er war von 1987 bis 2012 Professor an der Westfälischen Wilhelms-Universität Münster.

## Leben
Meyers absolvierte 1966 sein Abitur am Beethoven-Gymnasium. Er studierte bis 1970 an der Rheinischen Friedrich-Wilhelms-Universität in Bonn und wurde dort 1974 mit der Dissertation „Britische Sicherheitspolitik 1934 – 1938. Beiträge zur Untersuchung des außen- und sicherheitspolitischen Entscheidungsprozesses im England der Dreißiger Jahre.“promoviert.
Meyers war wissenschaftlicher Assistent bei Karl Dietrich Bracher und Hans-Adolf Jacobsen. Er veröffentlichte eine Vielzahl an Büchern und wissenschaftlichen Aufsätzen.
1986 erfolgte die Habilitation mit der Habilitationsschrift „Paradigmata der internationalen Gesellschaft. Perspektiven einer Theoriegeschichte Internationaler Beziehungen.“ 3 Bände.
Er war Mitbegründer und von 1993 bis 2010 Mitherausgeber der Zeitschrift für Internationale Beziehungen.

## Wissenschaftliche Arbeit
Forschungsgebiete: 
- Geschichte, Wissenschaftsgeschichte, Theorie und Methodologie der Internationalen Beziehungen
- Friedens- und Konfliktforschung, Sicherheitspolitik
- Entwicklungstheorie und Entwicklungspolitik
- Europapolitik (unter Einbeziehung ost- und südosteuropäischer Transformationsgesellschaften)

## Ehrungen
- 1997 Ehrendoktore der Babeș-Bolyai-Universität Cluj, Cluj-Napoca, Rumänien[1]
- 2007: Ehrendoktor der Universität Novi Sad, Novi Sad, Serbien[1]
- 2016: Medaille des Bundesministeriums für Verteidigung[2]

## Werke (Auswahl)
- Die Lehre von den internationalen Beziehungen: ein entwicklungsgeschichtlicher Überblick. Korrigierter u. erw. Nachdr. Auflage. Athenäum, Königstein (Ts.) 1981, ISBN 978-3-7610-7237-0.
- Gustav Schmidt (Hrsg.): Grossbritannien und Europa - Grossbritannien in Europa : Sicherheitsbelange und Wirtschaftsfragen in der britischen Europapolitik nach dem 2. Weltkrieg. (Konferenzschrift). Studienverl. Brockmeyer, Bochum 1989, ISBN 978-3-88339-756-6.
- Begriff und Probleme des Friedens. Opladen 1994, doi:10.1007/978-3-322-92537-4.
- Grundbegriffe, Strukturen und theoretische Perspektiven der Internationalen Beziehungen. In: Bundeszentrale für politische Bildung (Hrsg.): Grundwissen Politik. 3. Auflage. Bonn 1997, S. 313–434.
- Theorien der internationalen Beziehungen. In: W. Woyke (Hrsg.): Handwörterbuch Internationale Politik. 11. Auflage. Opladen 2000, S. 473–504, doi:10.1007/978-3-322-86675-2_46.
- Zus. mit K. Ahlbrecht, A. Bendiek, S. Wagner: Konfliktregelung und Friedenssicherung im internationalen System. Springer, Wiesbaden 2009, ISBN 978-3-531-91669-9, doi:10.1007/978-3-531-91669-9.